# Brian Hughes
Brian Hughes (Vegreville, 5 de maio de 1955) é um guitarrista canadense cujo trabalho se baseia no smooth jazz e na música latina. Hughes também toca oud, bouzouki e balalaica. Por mais de vinte anos, ele trabalha no estúdio com a cantora e compositora Loreena McKennitt. Ele co-produziu muitas de suas gravações e lidera sua banda de turnê.

## Discografia
- 1991 Between Dusk...and Dreaming (Justin Time)
- 1992 Under One Sky (Justin Time)
- 1996 Straight to You (Higher Octave)
- 1998 One 2 One (Higher Octave)
- 1999 Shakin' Not Stirred (Higher Octave)
- 2003 Along the Way (A440 Music Group)
- 2007 Live (Sylvan House)
- 2009 No Reservations – concert DVD (Sylvan House)
- 2011 Fast Train to a Quiet Place (Sylvan House)

## Prêmios e Indicações
| Ano  | Prêmio       | Categoria                                  | Trabalho Indicado                      | Resultado | Ref   |
| ---- | ------------ | ------------------------------------------ | -------------------------------------- | --------- | ----- |
| 1991 | Juno Award   | Producer of the Year                       | Álbum "The Visit" de Loreena McKennitt | Indicado  | [ 2 ] |
| 1997 | SOCAN Awards | Jazz and Instrumental Composer of the Year |                                        | Venceu    | [ 2 ] |
| 1998 | SOCAN Awards | Jazz and Instrumental Composer of the Year |                                        | Venceu    | [ 2 ] |
| 1999 | SOCAN Awards | Jazz and Instrumental Composer of the Year |                                        | Venceu    | [ 2 ] |
| 2000 | SOCAN Awards | Jazz and Instrumental Composer of the Year |                                        | Venceu    | [ 2 ] |
| 2001 | SOCAN Awards | Jazz and Instrumental Composer of the Year |                                        | Venceu    | [ 2 ] |
| 2006 | SOCAN Awards | Jazz and Instrumental Composer of the Year |                                        | Venceu    | [ 2 ] |
| 2008 | SOCAN Awards | Jazz and Instrumental Composer of the Year |                                        | Venceu    | [ 2 ] |